# Митрофиллум
Митрофиллум или Митрофиллюм (лат. Mitrophyllum) — род суккулентных растений семейства Аизовые (Aizoaceae), произрастающий на территории Капской провинции ЮАР.

## Название
Род растений Mitrophyllum получил свое латинское (научное) название от греческих слов mitra, — «головной убор епископа», и phyllon, — «лист». Это название отражает особенности листьев, которые напоминают форму и структуру головного убора епископа.

## Ботаническое описание

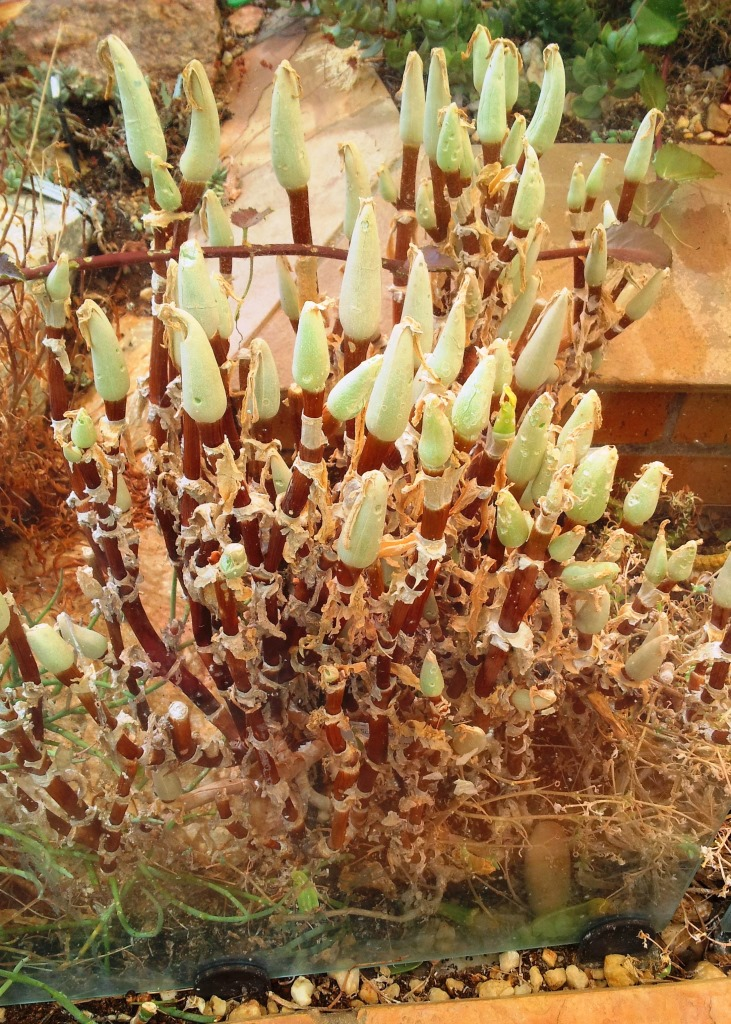
Mitrophyllum mitratum

Представители рода — рыхлые кустарники или кустарнички, характеризующиеся компактным центром и длинными побегами. Междоузлия могут быть деревянистыми или мясистыми, а ветки часто полегают. Особенностью этих растений являются очень крупные супротивные листья, которые в течение сезона образуют две пары. Прикорневое влагалище первой пары листьев слабо сросшееся, с верхней стороны плоское, а с нижней — округлое или килеватое. Вторая пара листьев почти полностью срастается со третьей, образуя коническое или цилиндрическое тело. Сросшийся участок листьев превращается в бумажную пергаментную кожуру, защищающую растение в период засушливых месяцев.
Цветки располагаются одиночно или в рыхлых соцветиях, они верхушечные и имеют цветоножку. Прицветники имеют диаметр до +/- 30 мм. Цветки раскрываются в полдень и закрываются ближе к вечеру. Чашелистиков обычно 5 и они почти равные. Лепестки представлены в 3-4 рядах и могут быть белыми, желтыми или бледно-фиолетово-красными. Тычинки сначала собраны в конус, а затем раскидистые, и лишь редко имеют сосочковидное основание. Цветки имеют кольцевидный нектарник. Завязь плоская и имеет 5(-7) выступающих гребней. Рылец обычно 5(-7), шиловидные и иногда слегка перистые. Тип плода — 5(-7)-гнездная коробочка. Семена обычно имеют яйцевидную или грушевидную форму. 

## Таксономия
Mitrophyllum Schwantes, первое упоминание в Z. Sukkulentenk. 2: 181 (1926).

### Синонимы
Гетеротипные (основанные на разных номенклатурных типах):
- Conophyllum Schwantes (1928)
- Mimetophytum L.Bolus (1954)

### Виды
Подтвержденные виды по данным сайта Plants of the World Online на 2023 год:
- Mitrophyllum abbreviatum L.Bolus
- Mitrophyllum clivorum (N.E.Br.) Schwantes
- Mitrophyllum dissitum (N.E.Br.) Schwantes
- Mitrophyllum grande N.E.Br.
- Mitrophyllum margaretae S.A.Hammer
- Mitrophyllum mitratum (Marloth) Schwantes
- Mitrophyllum roseum L.Bolus

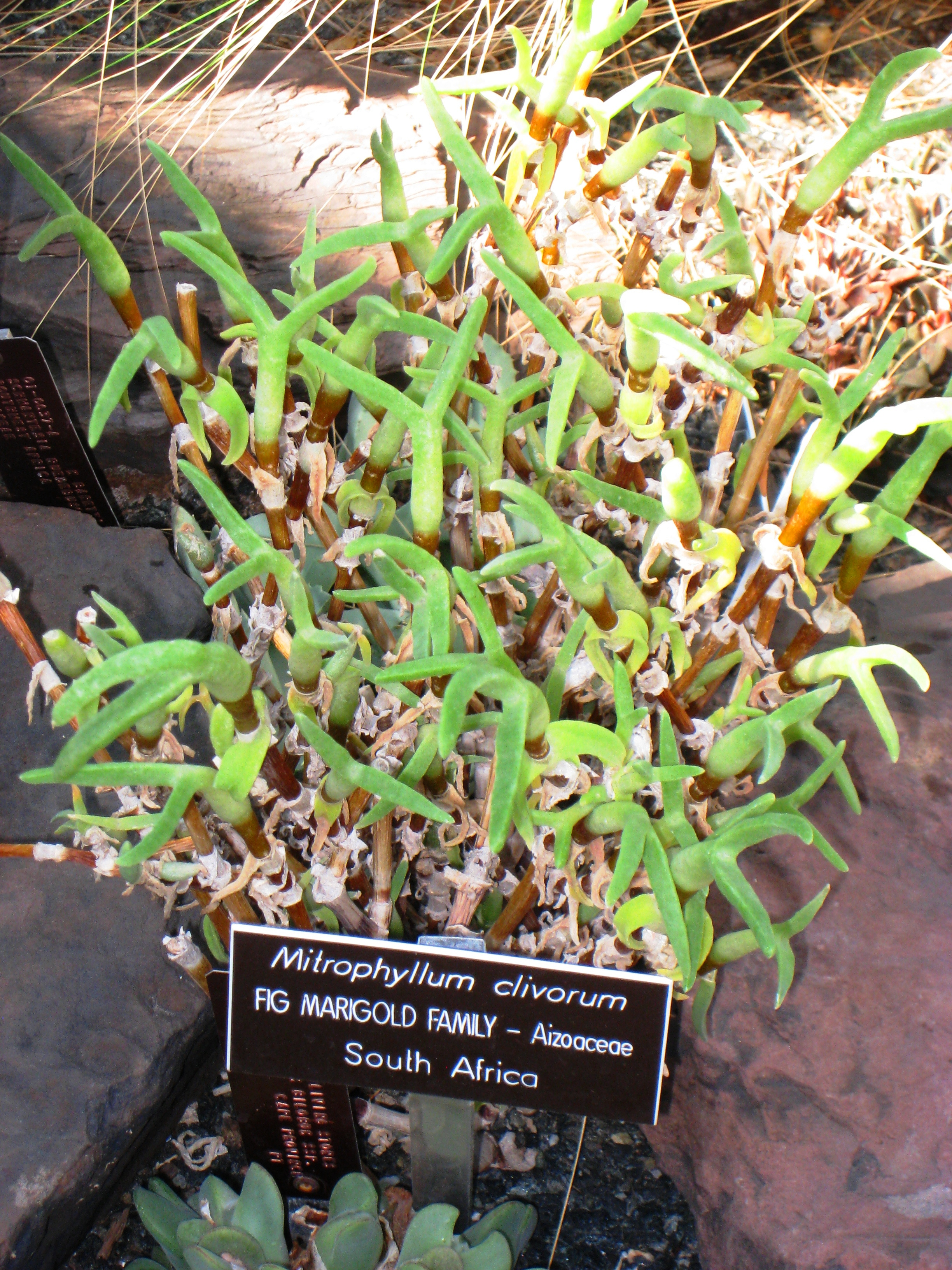
Mitrophyllum clivorum
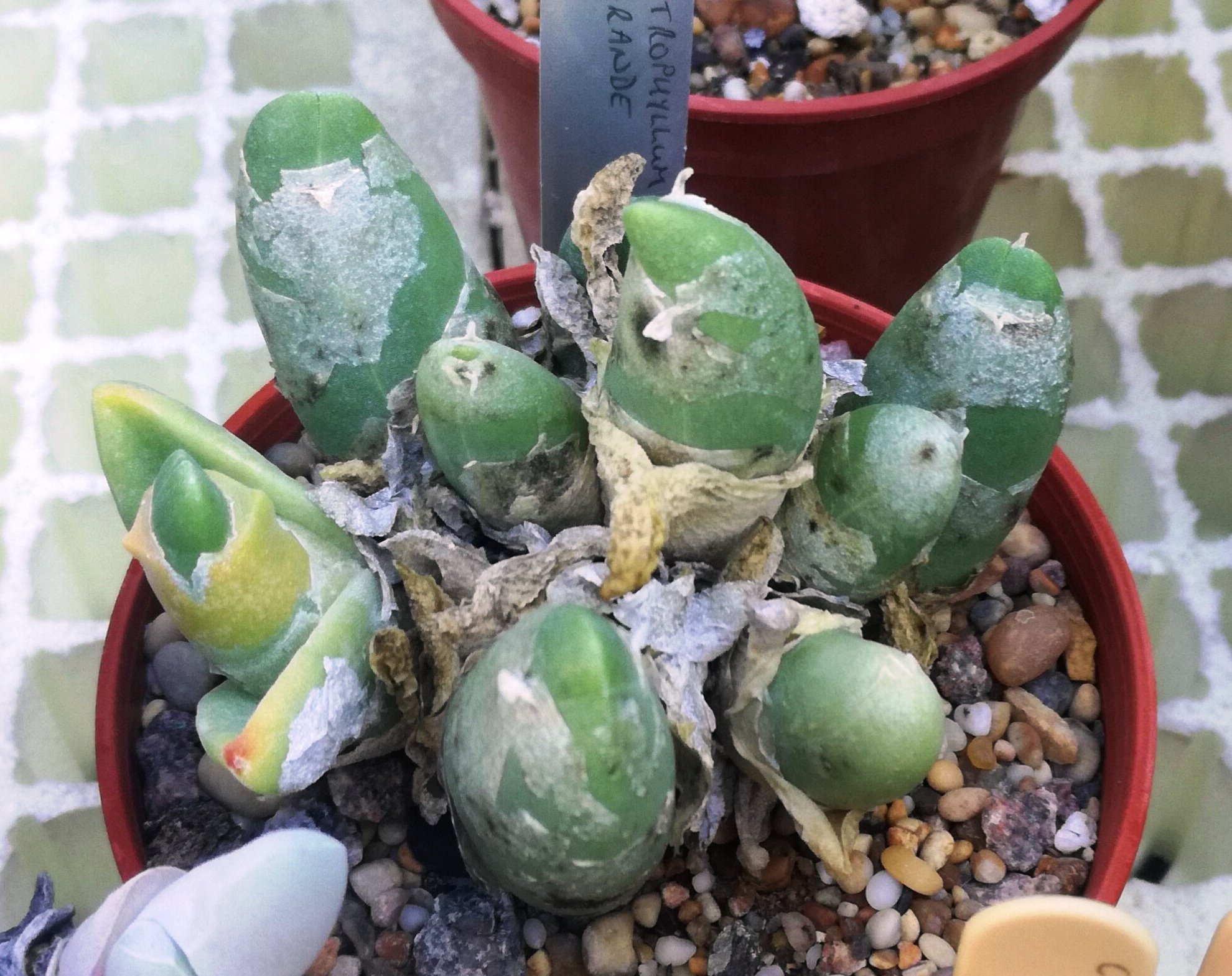
Mitrophyllum grande
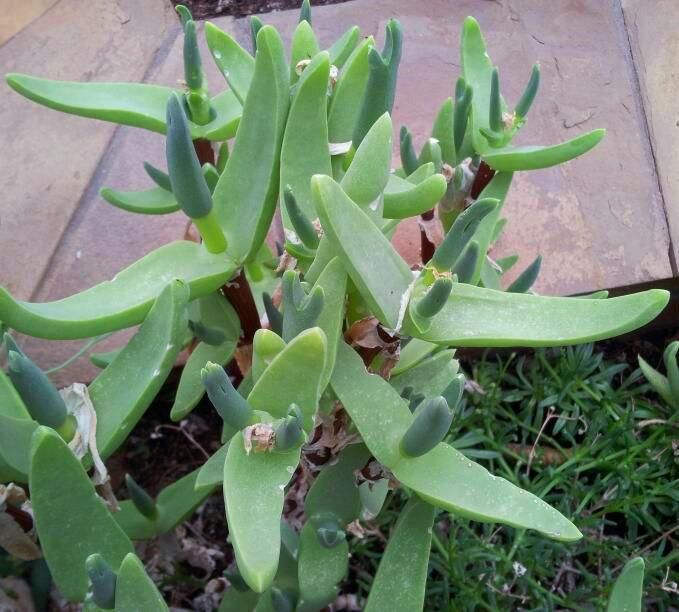
Mitrophyllum mitratum